# Кастро, Марио де
Ма́рио де Кастро (порт.-браз. Mário de Castro; 30 июня 1905, Формига — 29 апреля 1998, по другим данным — 21 марта 1979, Формига) — бразильский футболист, нападающий.

## Карьера
Марио де Кастро родился в семье Регины Вилелы Оливейра Кастро и Линолфо Родригес де Кастро в городе Формига. Линолфо рано умер, и Регине пришлось одной воспитывать четырёх сыновей. В 1925 году он уехал в Белу-Оризонти для учёбы в Федеральном университете Минас-Жерайса на медицинском факультете. По приезде в столицу штата, он провёл одну тренировку с местной командой «Америка». На этот тренировке его заметили в другой местной команде, «Атлетико Минейро», и уже на следующий день де Кастро стал игроком этого клуба. 23 мая 1926 года он дебютировал в составе команды против «Америки» (6:3), где забил 3 гола. В тот же год он стал чемпионом штата Минас-Жерайс и лучшим бомбардиром турнира с 26 голами, при этом в решающей игре турнира бы обыгран «Крузейро» со счётом 9:2. Форвард повторил это достижение и спустя год. Любопытно, что Регина Вилела была против футбольной карьеры сына, из-за чего тот первоначально играл под именем Ориан и Подо, чтобы его имя не произнесли во время трансляций по радио. Тогда же в клубе образовалась линия нападения, которую прозвали «Трио Малдито» («Чёртово трио»), состоящее из де Кастро, Жаиро и Саида, которое за 5 лет забило 459 голов в 99 матчах.
В 1929 году на де Кастро вышли представители «Флуминенсе», которые предложили ему подписать профессиональный контракт с заработной платой в 100 конто-де-рейсов и две заработные платы «подъемных», но футболист отказался. Тогда его попросили указать свои условия, де Кастро попросил зарплату в 200 конто-де-рейсов и ещё 500 тысяч рейсов за каждый гол, плюс условие, что он мог возвращаться в родной штат по любому своему желанию. «Флуминенсе» на эти условия не пошёл. Год спустя де Кастро был приглашён в состав сборной Бразилии для участия в первом чемпионате мира. Марио сказал, что поедет только в том случае, если будет твёрдым игроком стартового состава, но Пиндаро Родригес делал ставку на Карвальо Лейте. Де Кастро такое положение дел не устроило, и в сборную на турнир он не поехал. Любопытно, что после окончания турнира «Атлетико» сыграло матч с «Ботафого», где центрфорвардом и был Карвальо Лейте; клуб де Кастро победил 3:2, а сам он забил 3 гола, Лейте же в этом матче не отличился. В 1931 году де Кастро выиграл свой третий титул чемпиона штата и затем завершил карьеру. В последнем матче против клуба «Вила-Нова» в чемпионате штата клуб проигрывал 0:3, но после перерыва де Кастро забил 4 гола, которые принесли победу и титул.
После завершения карьеры де Кастро вернулся в Формигу, где стал работать врачом и занимался этой деятельностью вплоть до выхода на пенсию. 26 мая 1940 года он сыграл прощальный за «Атлетико» против «Мадурейры» (1:2). Всего за клуб он провёл 100 матчей и забил 195 голов. По другим данным 81 матч и 149 голов. Де Кастро был женат на одной из первых женщин-стоматологов Бразилии, Марии де Лурдес Кавалканди де Кастро. У них было трое детей: Вандер Марио, Ванда Мария и Тонико Роза, который был усыновлён.

## Достижения

### Командные
- Чемпион штата Минас-Жерайс: 1926, 1927, 1931

### Личные
- Лучший бомбардир чемпионата штата Минас-Жерайс: 1926 (20 голов), 1927 (27 голов)